# 小行星3211
小行星3211（3211 Louispharailda）是一颗围绕太阳公转的小行星。1931年2月10日，喬治·范·比斯布魯克在威廉斯湾发现了此天体。
該小行星以范·比斯布魯克的父母路易·皮埃爾·范·比斯布魯克（Louis Pierre Van Biesbroeck）和法拉爾達·德·科爾帕爾特·范·比斯布魯克（Pharailda de Colpaert Van Biesbroeck）命名。
这颗小行星的绝对星等为83.44947718915476等。